# Carola Remer
Carola Remer (4 de octubre de 1991) es una modelo alemana

## Primeros años
Remer creció en un pequeño pueblo cerca de Düsseldorf. Su padre es cirujano y su madre farmacéutica. Tiene una hermana pequeña. Remer estaba planeando estudiar medicina hasta que su primo mandó fotos suyas a una agencia de modelaje.

## Modelaje
Remer comenzó a cobrar fama en 2011. Figuró en editoriales de Vogue Japón y China, Self Service, y Harper's Bazaar. Poco después hizo su debut en la pasarela en otoño de ese año, modelando para Ralph Lauren, Emilio Pucci, Jean Paul Gaultier y Tom Ford.
Otras firmas con las que ha trabajado son Philosophy di Alberta Ferretti, Ruffian, Diane von Furstenberg,  Rochas, Ohne Titel, Halston, Cacharel, Hakaan, Gianfranco Ferre, Brioni, Moschino, Rad Hourani, Sportmax y Roland Mouret.
Ha aparecido en campañas de Agent Provocateur y Husky.